# Piaggio XEvo

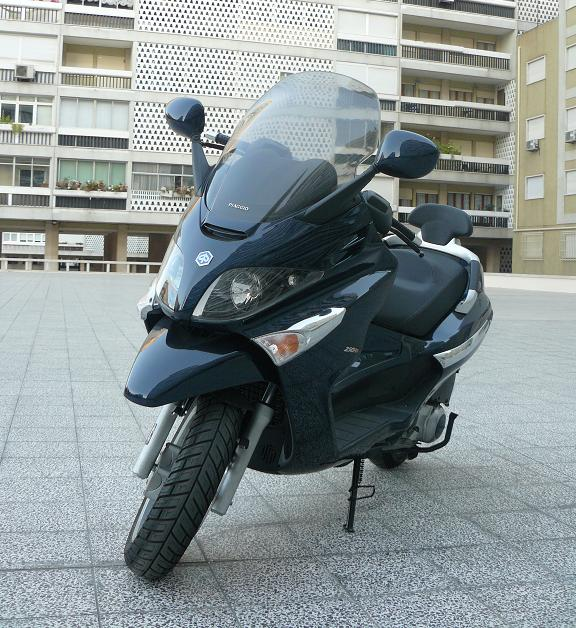
Piaggio XEvo 250ie.

A Piaggio XEvo é uma linha de Maxiscooters italiana, e com motores de 125cc, 250cc e 400cc. É um desenvolvimento da Piaggio X8.

## Características Técnicas
Todos os modelos têm um motor mono-cilíndrico, multi-válvula (4) a quatro tempos, que cumprem com o standard Europeu Euro 3, e têm uma transmissão CVT:
- Piaggio XEvo 125 - motor Lead, de carburador e de 124cc, com 14.9 cv/11 kW;
- Piaggio XEvo 250ie - motor Quasar arrefecido a líquido, com injecção de combustível de 244cc e 22 cv/16.5 kW;
- Piaggio XEvo 400ie - motor Master, também de injecção e arrefecimento a líquido, de 399cc, produz 34 cv/25 kW.

A XEvo é reconhecida por ter um assento confortável e ergonómico (incluindo pegas aderentes e encosto para passageiro), aliado a uma boa protecção aerodinâmica. O seu grupo óptico é composto por faróis duplos (na verdade 1 farol dianteiro único coberto por uma cobertura estética), incluindo piscas com função "quatro-piscas" para indicar perigo, e um farol traseiro contínuo que envolve a bagageira. Um factor marcante nas XEvo é a capacidade de carga, dado que o compartimento situado sob o assento, com 56L, possibilita a coloção de dois capacetes integrais e/ou objectos longos com até 80 cm, sendo também acessível a partir da traseira, com uma abertura própria. Ambos os acessos à carga são feitos por um controlo remoto próprio, ou, no caso do acesso traseiro, por um controlo na moto.
O painel de instrumentos é bastante completo e inclui, além do velocímetro e conta-rotações, um computador de bordo, que inclui a temperatura ambiente. No painel dianteiro a XEvo inclui também um porta-luvas (para pequenos objectos) que inclui uma tomada de 12volts (para aparelhos de GPS ou carregadores de telemóvel).
O quadro da XEvo consiste numa armação de tubos de aço, e a suspensão dianteira, de forquilha telescópica, tem um diâmetro de 35 milímetros. A suspensão traseira consiste em dois amortecedores hidráulicos, com 4 posições de regulação em pré-carga. A travagem, em todos os modelos, consiste num disco de 240 mm na roda traseira, sendo que na frente da 125 e 250 consiste num travão único de 260mm, enquanto que a 400 tem dois discos, de 240 milímetros, na frente. Todos os modelos têm uma roda dianteira de 14 polegadas, tendo a 125 e a 250 uma roda traseira de 12 polegadas e a 400, de 14 polegadas.